# Ioannina (stad)

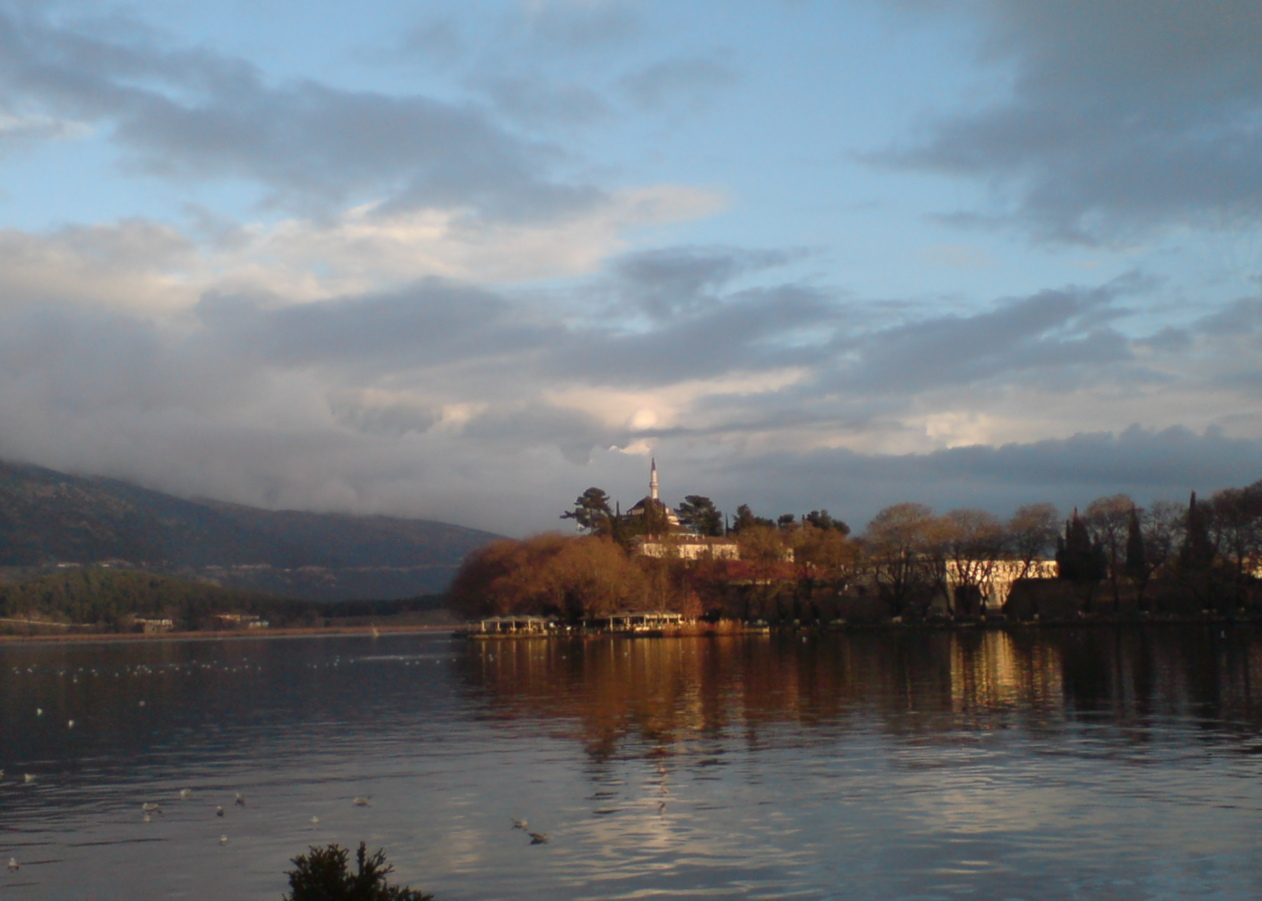
Zicht op Ioannina vanaf het meer

Ioannina (Grieks: Ιωάννινα) is een stad in Griekenland en de hoofdstad van de regio Epirus (Grieks: Ήπειρος, Ípiros). De stad telt meer dan 100.000 inwoners.
In de volksmond heet de stad "Jánena". Het is een universiteitsstad, gelegen aan het Pamvotismeer of Meer van Ioannina. In het meer ligt een eilandje, Nisos Ioanninon (Νήσος Ιωαννίνων), 4,324 km³ groot, met belangrijke Byzantijnse kloosters. Het meer is 3 tot 13 meter diep, 7,5 km lang en 1,5 tot 5 km breed. De stad bestaat uit twee delen: de eigenlijke stad en het zogenaamde frourion, een Turkse citadel uit de 17e eeuw, met onder andere twee moskeeën.
Bestuurlijk is Ioannina sedert 2011 een fusiegemeente (dimos) in de Griekse bestuurlijke regio (periferia) Epirus.
De zes deelgemeenten (dimotiki enotita) van de fusiegemeente zijn:
- Anatoli (Ανατολή)
- Bizani (Μπιζάνι)
- Ioannina (Ιωάννινα)
- Nisos Ioanninon (Νήσος Ιωαννίνων)
- Pamvotida (Παμβώτιδα)
- Perama of Perama Ioanninon (Πέραμα of Πέραμα Ιωαννίνων)

## Geschiedenis
Het is niet precies bekend wanneer Ioannina werd gesticht. De stad wordt voor het eerst vermeld in de 11e eeuw, toen zij werd ingenomen door kruisvaarders, maar ze is duidelijk ouder. Ze zou gesticht zijn onder keizer Justinianus I in de 6e eeuw, en kreeg haar naam van een nu verdwenen klooster ter ere van de Heilige Johannes.
Ioannina werd belangrijk na 1204, toen de Byzantijnse hoofdstad Constantinopel ingenomen was door Kruisvaarders. Michaël Angelos Komnenos, een lid van de keizerlijke familie, vluchtte met zijn getrouwen naar hier en maakte Ioannina tot hoofdstad van een Byzantijns staatje, het despotaat Epirus. Tien jaar later verhuisden de despoten hun residentie naar Arta, maar Ioannina bleef belangrijk.
In de 14e eeuw, tijdens de Servische expansie, werd de stad ingenomen door de Servische tsaar Stefan Dušan, die zijn halfbroer Semyon op de despotentroon bracht. De Servische heerschappij was echter van korte duur: in juni 1389 kwam er met de Slag op het Merelveld abrupt een einde aan.
In 1431 werd Ioannina ingenomen door de Turken en bleef onder het Osmaanse Rijk tot in 1913. De Byzantijnse despoot werd vervangen door een Turkse pasja. Ioannina bleef een welvarende en drukbevolkte stad, een centrum van onderwijs, en kreeg zelfs een eigen universiteit. Er werden handwerksgilden gevormd, onder andere die van de zilversmeden.
In 1611 bereidde bisschop Dionysios Skylosofos een opstand tegen de Turken voor. Hij had een visioen dat de Turkse sultan ooit nog voor hem zou opstaan. De opstand mislukte echter, de bisschop werd doodgemarteld en zijn lijk werd naar Istanboel vervoerd. Bij de aankomst in de hoofdstad was er zoveel herrie dat de sultan van zijn zitplaats opstond en naar zijn raam snelde om te zien wat er gaande was… Het visioen van Skylosofos was werkelijkheid geworden. Als gevolg van de mislukte opstand verloren de christenen alle privileges die zij nog bezaten in de stad, en de beide moskeeën die in deze tijd gebouwd werden getuigen van de absolute heerschappij van de Turken. De Griekse meerderheid van de bevolking werd naar de buitenwijken verbannen. Binnen de stadsmuren mochten alleen moslims en joden (die bevreesder voor de Grieken waren dan voor de Turken, en daarom door deze laatsten als betrouwbaar werden gezien) blijven wonen.
In 1788 kwam Ali Pasja aan de macht, bijgenaamd 'de Leeuw van Ioannina'. Als gouverneur heerste hij over Epirus en Albanië als een quasi-onafhankelijk rijk. In die tijd beleefde Ioannina een grote economische bloei; de stad telde niet minder dan 28 000 inwoners. Ali Pasja stond bekend om zijn wreedheid. Omdat hij een steeds eigenzinniger koers ging varen, met toenadering tot Frankrijk en het Verenigd Koninkrijk en steun aan Griekse onafhankelijkheidsstrijders, werd hij beschuldigd van hoogverraad, en uiteindelijk door Turkse troepen overmeesterd en vermoord.

## Omgeving
Op 4 km ten noorden van de stad Ioannina, in haar deelgemeente Perama, bevindt zich het grootste grottenstelsel van Griekenland. Het werd toevallig ontdekt in de Tweede Wereldoorlog door een herder die zich voor de Duitsers wilde verbergen.

## Sport
PAS Giannina is de professionele voetbalclub van Ioannina en speelt in het Zosimadesstadion.
In 1996 startte de Ronde van Italië in Griekenland. De derde etappe ging van Mesolongi naar Ioannina. De Italiaan Giovanni Lombardi was de ritwinnaar in Ioannina.

## Stedenbanden
- Korfoe (Griekenland)

## Geboren in Ioannina
- Karolos Papoulias (1929-2021), president van Griekenland (2005-2015)
- Christos Bourbos (1983), voetballer
- Amanda Tenfjord (1997), zangeres